# 世界報系
世界報系是指成舍我創辦的《世界晚報》、《世界日報》、《世界畫報》、《民生報》及《立報》。
1924年成舍我用多年積攢的200大洋，在北平獨立創辦《世界晚報》。後來用《世界晚報》為本錢，滾動發展於1925年2月辦《世界日報》，當年9月又將《世界日報》第5版《畫報》獨立，辦《世界畫報》，就此形成了「世界報系」。
1927年成舍我在南京創辦《民生報》，1935年在上海創辦《立報》，1938年在香港出版《立報》（上海《立報》的復刊）。在CC系的支持下募集巨款，於1945年1月復刊重慶《世界日報》，並創辦「中國新聞公司」，成舍我擔任總經理兼報社社長，前《中央日報》社社長陳滄波任公司常務董事兼報社社評委員會主筆。該公司準備戰後將中心遷往南京，並分別在全國各地主要城市辦起10家大報，都以《世界日報》命名，企圖建立報業托拉斯。
1945年11月20日北平復刊《世界日報》。1952年冬成舍我定居台灣。1988年台灣報業解禁，成舍我以90歲高齡申請續辦台灣《立報》，成舍我之女成露茜擔任台灣《立報》發行人。1991年2月成舍我去世，世新大學為紀念其辦報成就，運用現代資訊科技開始世界報系已印行報紙的數位化工作。